# Лондонське королівське товариство
Ло́ндонське королі́вське товари́ство з ро́звитку зна́нь про приро́ду (англ. The Royal Society of London for the Improvement of Natural Knowledge) — провідне наукове товариство Великої Британії, одне з найстаріших у світі.
Засноване 1660 року й затверджене Королівською хартією 1662 року. Перший президент — сер Роберт Морей.
Лондонське королівське товариство, бувши приватною організацією, незалежною від урядових наукових установ, відіграє важливу роль в організації й розвитку наукових досліджень Великої Британії та діє як дорадчий орган при розв'язанні основних питань наукової політики, виступаючи як національна Академія наук. Входить в Британську наукову раду.

## Членство
Членами Товариства можуть бути громадяни або резиденти країн Британської Співдружності та Республіки Ірландія. Існує також інституція закордонного членства.

## Наукові видання

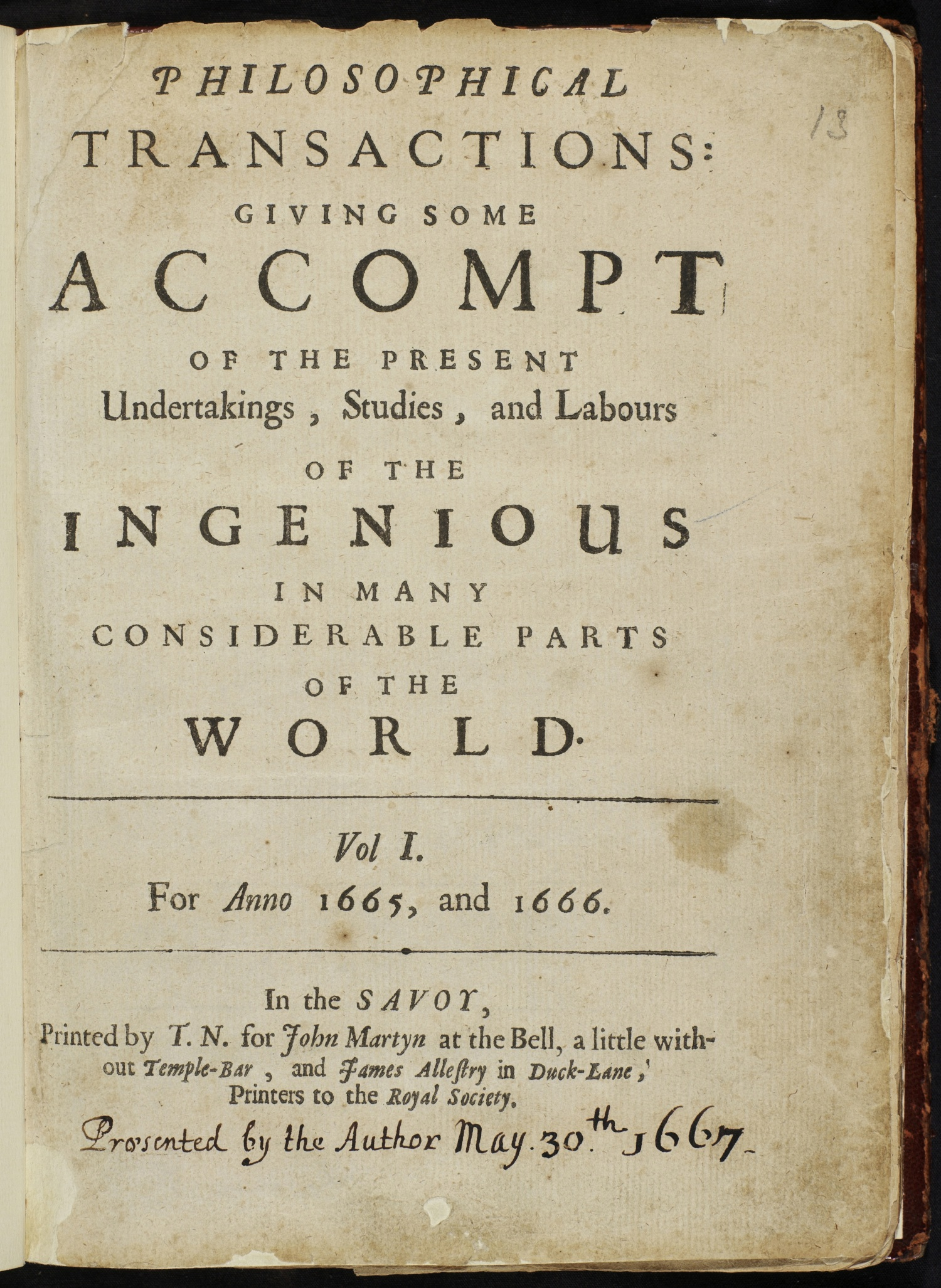
Титульна сторінка першого тому журналу «Philosophical Transactions of the Royal Society» за 1665—1666 роки

У 1665 році Лондонське королівське товариство почало видавати перший у світі журнал, присвячений виключно науці — «Philosophical Transactions of the Royal Society», запровадивши процедуру рецензування, яка зараз широко практикується у наукових журналах. Її ініціатором був Генрі Ольденбург, перший секретар Лондонського королівського товариства.
Через свій орган Royal Society Publishing товариство видає такі журнали:
- «Philosophical Transactions of the Royal Society A» (математичні та фізичні науки);
- «Philosophical Transactions of the Royal Society B» (біологічні науки);
- «Proceedings of the Royal Society A» — публікуються результати досліджень у галузі математичних, фізичних та інженерних наук;
- «Proceedings of the Royal Society B» — публікуються наукові праці у галузі біології;
- «Biology Letters[en]» — публікує короткі наукові статті та думки з усіх галузей біології;
- «Open Biology[en]» — журнал відкритого доступу, що охоплює питання біології на молекулярному і клітинному рівні;
- «Royal Society Open Science[en]» — журнал відкритого доступу публікує статті з різних галузей науки на основі об'єктивного рецензування;
- «Journal of the Royal Society Interface[en]» — публікує міждисциплінарні дослідження на межі між фізичними та біологічними науками;
- «Interface Focus[en]» — публікує тематичні праці у тих же галузях;
- «Notes and Records: the Royal Society journal of the history of science[en]» — публікуються праці з історії науки;
- «Biographical Memoirs of Fellows of the Royal Society» — публікуються мемуари про померлих членів Королівського товариства.

## Нагороди

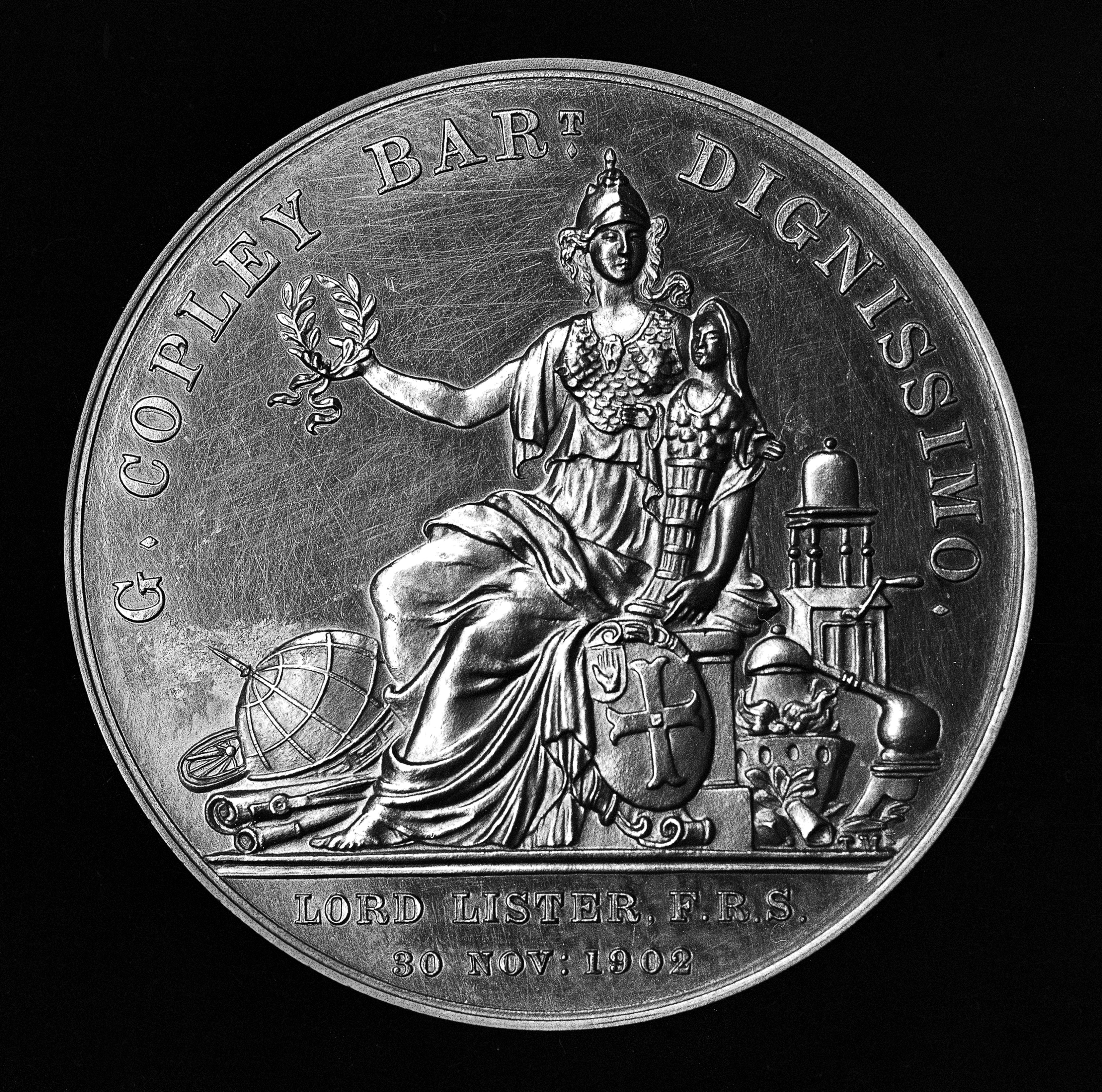
Медаль Коплі, вручена Джозефу Лістеру (1902)

Королівське товариство відзначає вчених за видптні наукові досягнення медалями, преміями та лекціями.
Відомі нагороди
- Королівська медаль (англ. Royal Medal), також знана як Медаль королеви (англ. Queen's Medal) — щорічна відзнака, якою Лондонське королівське товариство нагороджує за «важливий внесок у розвиток природознавства» (дві медалі) та за «видатний внесок у прикладну науку» (одна медаль)[18].
- Медаль Коплі (англ. Copley Medal) — щорічна нагорода, найпрестижніша нагорода Королівського товариства та найстаріша у світі наукова нагорода, яку присуджують з 1731 року[19][20], за надзвичайні досягнення в наукових дослідженнях, тематика котрих чергується між галузями фізичних та біологічних наук в непарні і парні роки відповідно[21].
- Медаль Дарвіна (англ. Darwin Medal) вручають з 1890 року, щодвароки за видатні досягнення в галузях, у котрих працював Чарлз Дарвін[22].
- Медаль Деві (англ. Davy Medal) вручають щороку з 1877 року «за надзвичайно важливі нові відкриття в будь-якій галузі хімії»[23][24].
- Медаль Румфорда (англ. Rumford Medal) вручають з 1796 року по парних роках «за видатні по важливості недавні відкриття в галузі теплових або оптичних властивостей речовини, зроблені вченим, який працює в Європі» (англ. an outstandingly important recent discovery in the field of thermal or optical properties of matter made by a scientist working in Europe)[25].
- Медаль Г'юза (англ. Hughes Medal) — нагорода, яку присуджують з 1902 року щорічно «за оригінальні відкриття в галузі фізичних наук, особливо пов'язаних з виробництвом, зберіганням і використанням енергії»[26].
- Медаль Леверхалма (англ. Leverhulme Medal) вручає з 1960 року Лондонське королівське товариство щотрироки за досягнення в хімії або в інженерній справі. Із золотою медаллю вручають грошову премію у розмірі 2000 фунтів стерлінгів[27].
- Бейкерівську лекцію (англ. Bakerian Lecture) присуджують щорічно за внесок у розвиток фізичних наук. Переможець отримує медаль та виступає з лекцією перед членами королівського товариства[28].
- Премію Майкла Фарадея (англ. Michael Faraday Prize and Lecture) вручають з 1986 року щорічно вченому чи інженеру, чий досвід у передачі наукових ідей у простій формі є взірцевим, названа на честь Майкла Фарадея. Включає медаль зроблену зі срібла, яку вручають разом з грошовою винагородою у розмірі 2500 фунтів стерлінгів[29].